# La Umbría (Huelva)
La Umbría es una entidad de población española del municipio de Aracena, perteneciente a la provincia de Huelva, en la comunidad autónoma de Andalucía.

## Historia
Hacia mediados del siglo XIX, el lugar, ya por entonces perteneciente a Aracena, tenía contabilizada una población de 117 habitantes. Aparece descrito en el decimoquinto volumen del Diccionario geográfico-estadístico-histórico de España y sus posesiones de Ultramar de Pascual Madoz con las siguientes palabras:

UMBRIA (la): ald. agregada al ayunt. y part. jud. de Aracena (1 leg.), en la prov. de Huelva (16), aud. terr., dióc. y c. g. de Sevilla. Está sit. en una pequeña colina; el clima es benigno y sano. Se compone de 27 casas de mediana construccion, habiendo en ellas una ermita con culto dependiente del curato de Aracena. Su térm. está incluido en el de su ayunt. prod.: trigo, cebada y algunas otras semillas. pobl.: 33 vec., 117 alm. contr.: con su ayuntamiento (V.).
(Madoz, 1849, p. 215)

En 2023, la entidad singular de población tenía empadronados 236 habitantes y el núcleo de población, los mismos.